# Achtopol
Achtopol (bulgariska: Ахтопол) är ett distrikt i Bulgarien.   Det ligger i kommunen Obsjtina Tsarevo och regionen Burgas, i den östra delen av landet, 400 kilometer öster om huvudstaden Sofia.